# En mitad de la noche
En mitad de la noche es una película estadounidense de 1959 dirigida por Delbert Mann, y producida por Columbia Pictures. Fue seleccionada en la sección oficial del Festival Internacional de Cine de Cannes de 1959. El film está protagonizado por Fredric March y Kim Novak. El guion es una adaptación de una obra de teatro de Broadway bajo el mismo título escrita por Paddy Chayefsky.

## Argumento
Una divorciada de 24 años, Betty Preisser, recepcionista de un fábrica de ropa, se lleva a casa un trabajo de oficina que su jefe, el viudo Jerry Kingsley, un hombre de 56 años, pasa a recoger. Betty le habla a Jerry sobre su relación amorosa con George, un músico. Jerry tiene una hija casada, Lillian, de su edad, y una hermana solterona, Evelyn, que le protege.
Jerry tiene el descaro de invitar a Betty a cenar. Conoce a la madre de Betty, la Sra. Mueller, y a su hermana Alice, quienes trabajan en el mismo departamento que Betty. Su relación crece, pero ella profesa ser reacia a salir con su empleador. Jerry se pregunta si su diferencia de edad está realmente detrás de esta reticencia. A pesar de esto, empieza una relación entre ellos.
Las mujeres miembros de la familia de ambos desaprueban fuertemente la relación. La Señora Mueller lo llama un "viejo sucio", mientras que la hermana de Jerry llama a Betty una "cazafortunas" y que es un tonto. Solo encuentra el apoyo del esposo de Lillian, Jack, que le felicita, se burla de su esposa y les hace pelear. Un colega, Walter Lockman, atrapado en un matrimonio largo e infeliz, insta a Jerry a hacer lo que sea necesario para encontrar la verdadera felicidad.
George regresa a la ciudad e intenta persuadir a Betty para que vuelva con él. En un momento de debilidad, tienen una cita romántica. Betty lo lamenta y le explica a Jerry que no significaba nada emocionalmente para ella, pero se siente humillado. Su hermana observa a Jerry volviendo a casa profundamente abatido. En su punto más bajo, se entera de que Walter ha tomado una sobredosis de píldoras en un posible intento de suicidio. Jerry lo ve como una señal para aprovechar la alegría de la vida mientras todavía puede y vuelve con Betty.

## Reparto
- Fredric March como Jerry Kingsley
- Kim Novak como Betty Preisser
- Glenda Farrell como Señora Mueller
- Albert Dekker como Walter Lockman
- Martin Balsam como Jack
- Lee Grant como Marilyn
- Lee Philips como George Preisser
- Edith Meiser como Evelyn Kingsley
- Joan Copeland como Lillian
- Betty Walker como Rosalind Neiman
- Lou Gilbert como Sherman
- Rudy Bond como Gould
- Effie Afton como Señor Herbert, el vecino
- Jan Norris como Alice Mueller
- David Ford como Paul Kingsley
- Lee Richardson como Joey Lockman

## Producción
Los futuros ganadores de un Oscar Martin Balsam y Lee Grant también aparecen en este film, que en su día generó polémica. Originalmente tenía que ser protagonizada por Edward G. Robinson.  

## Premios
- Palma de Oro, en la sección oficial del Festival Internacional de Cine de Cannes de 1959
- Nominado al mejor actor en los Globos de Oro (Fredric March)
- Top Ten en la películas del año en el National Board of Review